# André Van Cauwenberghe
André Van Cauwenberghe (Bernissart, 11 settembre 1914 – Charleroi, 8 ottobre 1994) è stato un politico belga, esponente del Partito Socialista Belga.

## Biografia
Van Cauwenberghe è stato giornalista presso Le Peuple e direttore delle Mutualità Socialiste.
Dal 1961 al 1974 è stato per conto dell'arrondissement di Charleroi senatore eletto direttamente al Senato belga, il che significa che dal 1971 al 1974 è stato automaticamente membro del Consiglio culturale francese. Fu anche consigliere comunale e assessore a Charleroi fino al 1982.
Nel 1965 fu nominato segretario di stato per la funzione pubblica, viceministro per la funzione pubblica nel primo governo di Pierre Harmel. Rimase in carica fino al 19 marzo 1966.

### Vita privata
Suo figlio è il politico PS Jean-Claude Van Cauwenberghe.